# Xã Gillett Grove, Quận Clay, Iowa
Xã Gillett Grove (tiếng Anh: Gillett Grove Township) là một xã thuộc quận Clay, tiểu bang Iowa, Hoa Kỳ. Năm 2010, dân số của xã này là 342 người.